# 오토모티브 뉴스
《오토모티브 뉴스》(영어: Automotive News)는 주로 자동차 제조업체 및 자동차 공급업체와 통신하는 자동차 산업을 위해 작성된 주간 신문이다.디트로이트에 기반을 두고 크레인 커뮤니케이션이 소유한 오토모티브 뉴스는 자동차 산업의 기록적인 신문으로 간주된다.